# Unaspidiotus corticispini
Unaspidiotus corticispini är en insektsart som först beskrevs av Karl Hermann Leonhard Lindinger 1909.  Unaspidiotus corticispini ingår i släktet Unaspidiotus och familjen pansarsköldlöss. Inga underarter finns listade i Catalogue of Life.